# Ovaginella ovulum
Ovaginella ovulum is een slakkensoort uit de familie van de Marginellidae. De wetenschappelijke naam van de soort is voor het eerst geldig gepubliceerd in 1846 door G.B. Sowerby.